# Kraftwerk Lavey
Das Kraftwerk Lavey ist ein Laufwasserkraftwerk der Services industriels de Lausanne, der Stadtwerke von Lausanne. Es nutzt die Wasserkraft der Rhone bei Saint-Maurice. Die Kavernenzentrale, das Schalthaus und die Freiluftschaltanlage befinden sich bei Lavey im Kanton Waadt, die Wasserfassung bei Evionnaz im Kanton Wallis. Die Anlage ersetzte das alte Kraftwerk Bois-Noir von 1902.

## Geschichte
Zwischen Brig und Genfersee eignet sich die Rhone nur bedingt zur Wasserkraftnutzung. Das Gefälle ist zu gering mit Ausnahme eines Teilstücks oberhalb von Saint-Maurice, wo der Fluss auf einer Länge von fünf Kilometern ein Gefälle von 42 m aufweist. Die Ingenieure erkannten bereits Ende des 19. Jahrhunderts das Potenzial dieser Stelle, den es gibt bis auf den Rheinfall keine anderer Flussabschnitt in der Schweiz, wo solch grosse Wassermengen über ein solches Gefälle fliessen. Der Standort wurde deshalb für den Bau des Kraftwerks Bois-Noir ausgewählt, das die Aufgabe hatte, Lausanne mit Strom zu versorgen. Die Anlage ging 1902 in Betrieb und nutzte bis in die 1920er Jahre für den Transport der Energie eine Gleichstromübertragung System Thury mit einer Spannung von 23 kV. Das Kraftwerk war nur zur Deckung des Energiebedarfs der Stadt ausgelegt, deren Leistungsaufnahme 1898 auf 2,5 MW geschätzt wurde, der Verbrauch überstieg aber schnell die damals als sehr optimistisch angesetzte Schätzung. In den 1920er Jahren wurde das Kraftwerk umgebaut und mit neuen Maschinensätzen versehen, die Energieübertragung erfolgte fortan mit 50 kV Wechselstrom. Trotz weiterem Aufbau, genügte die Anlage nicht mehr dem Bedarf der Stadt, der nach dem Zweiten Weltkrieg nochmals angestiegen war.
Nachdem bei einem Hochwasser im Jahre 1940 das Wehr des Kraftwerks beschädigt worden war, wurde klar, dass einige Anlagenteile dringend verstärkt werden müssten, sollte die Anlage auch in Zukunft in Betrieb bleiben. Dies gab den Anlass den Bau eines neuen leistungsfähigeren Kraftwerks zu untersuchen, dass ein grösseres Schluckvermögen haben sollte – Bois-Noir konnte nur 40 m³/s Wasser verarbeiten. Eine von der Stadt Lausanne bestellte Kommission legte deshalb im Juli 1942 einen Vorschlag für ein neues Kraftwerk auf der rechten Seite der Rhone vor, das in der Lage sein sollte, mindestens 200 m³/s zu verarbeiten, die nach Messungen durchschnittlich während 118 Tagen pro Jahr zur Verfügung standen. Der Gemeinderat von Lausanne stimmte im Sommer 1943 dem Vorschlag zu und sprach einen Kredit über 400'000 Franken, der für die Vorarbeiten und die Ausarbeitung des Detailprojektes zu verwenden war. In den Jahren 1943 und 1944 wurden diverse Sondierbohrungen ausgeführt, um das Gelände für das Bauvorhaben zu erkunden.
Der Baukredit über 60,3 Mio. Franken wurde im Juli 1945 gesprochen, danach wurden die ersten Aufträge vergeben. Im November 1945 wurden bei den Ateliers des Charmilles in Genf die Turbinen und die dazugehörenden Absperrventile bestellt. Der Bau des Stauwehrs mit dem Einlaufbauwerk wurden im November 1946 an eine Arbeitsgemeinschaft vergeben, die aus den Stahlbauunternehmen Zwahlen et Mayr, Ateliers de constructions mécaniques de Vevey (ACMV) und Giovanola bestand. Im März 1947 erhielt Escher Wyss aus Zürich den Auftrag zum Bau der Druckrohre, sowie deren Abschlussventile, wie auch zur Ausführung der Panzerung im Bereich Einlaufs zu den Druckrohren und des Wasserschlosses. Die Generatoren wurden im Juli 1946 bei Brown, Boveri & Cie. (BBC) in Baden bestellt. Die Transformatoren stammten von BBC und Sécheron, die Leitwarte von Rittmeyer aus Zug.
Die Inbetriebnahme des Kraftwerks begann im Februar 1950 mit dem Verschliessen der Bau und Wartungszugänge des Zulaufstollens. Am 14. April 1950 ging der erste Maschinensatz ans Netz, der zweite folgte am 18. Juli 1950. Die Anlage wurde nach fast zwei Jahren Betrieb am 24. Juni 1952 offiziell eingeweiht. Das Kraftwerk wurde anfangs nur mit zwei Maschinensätzen betrieben, der dritte Maschinensatz wurde 1957 eingebaut. In den 1970er Jahren wurde die Leistung der ersten beiden Maschinensätze erhöht. Ende der 1980er Jahre musste der Zulaufstollen für 73 Mio. Franken saniert werden.

## Technik
Das Wasser aus der Rhone wird bei Evionnaz durch ein Stauwehr in die Wasserfassung geleitet. Das Wehr besitzt drei Öffnungen, die durch Stoney-Schützen verschlossen sind. Die Rhone wird vom Wehr um 11 m aufgestaut, sodass der Wasserspiegel des Oberwassers auf 446 m ü. M. liegt. Auf der rechtens Seite liegt das Einlaufbauwerk, mit dem das Wasser in den vier Kilometer langen Zulaufstollen geleitet wird, der einen Durchmesser von 7,75 m hat – Abmessungen, die damals von keinem anderen Stollen in der Schweiz erreicht wurden. Der Stollen führt dem Fuß des Dent de Morcles entlang. Vor der Ventilkammer teilt sich der Druckstollen in drei einzelne Stränge auf. An dieser Stelle ist auch die Steigleitung zum Wasserschloss angebunden, das V-förmig in den Berg gebaut ist. Zwischen Ventilkammer und Maschinenhaus sind die gepanzerten Druckleitungen eingebaut. Die Maschinenkaverne hat die Abmessungen 56 × 17,5 × 25,5 m. In ihr sind die drei vertikalen Kaplan-Turbinen aufgestellt, die je einen Schenkelpolgenerator antreiben. Die Saugrohre der Maschinensätze münden in drei einzelne Unterwasserstollen, die bei Austritt aus dem Berg zu einem gemeinsamen Unterwasserkanal zusammengefasst werden, der bei Saint-Maurice oberhalb der Römerbrücke in die Rhone mündet.